# Filippo Maria Visconti (arcivescovo)
Filippo Maria Visconti di Massino (Massino Visconti, 19 agosto 1721 – Lione, 30 dicembre 1801) è stato un arcivescovo cattolico italiano.

## Biografia

### I primi anni
Nato a Massino Visconti (all'epoca sotto la dominazione del milanese) nel 1721, Filippo Maria Visconti proveniva da un ramo minore della famosa famiglia dei Visconti, quella dei signori di Massino, ed era imparentato con uno dei suoi predecessori alla cattedra episcopale milanese, l'arcivescovo Federico Visconti. Egli era figlio del giureconsulto milanese Rolando Visconti e di sua moglie, Isabella Bendoni. 
Intrapresa la carriera ecclesiastica, favorito dalla famiglia, ottenne il dottorato in teologia e venne ordinato dapprima diacono (5 aprile) e poi sacerdote il 31 maggio 1749 dal cardinale Giuseppe Pozzobonelli, arcivescovo di Milano. Divenne poco dopo canonico della Basilica di San Lorenzo a Milano e poi canonico del Capitolo del Duomo di Milano. Nel 1783 divenne prevosto del Duomo di Milano, carica che mantenne sino all'ordinazione episcopale. In forza di questo suo incarico temporaneamente amministrò l'arcidiocesi di Milano dopo la morte dell'arcivescovo Giuseppe Pozzobonelli nell'aprile del 1783, sino alla propria elezione.

### L'episcopato

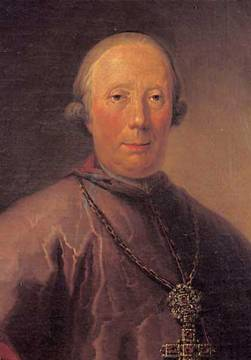
Ritratto di Paolo Borroni raffigurante il vescovo Filippo Maria Visconti negli anni '90 del Settecento.

Eletto arcivescovo di Milano il 1º settembre 1783, venne prescelto inizialmente dal solo imperatore Giuseppe II, il quale era intenzionato in seguito a far semplicemente approvare l'elezione del nuovo arcivescovo dal pontefice, sulla base dei principi politici e sociali del giuseppinismo da lui inaugurato. Pio VI inizialmente rifiutò il diktat di Giuseppe II, ma alla fine si convinse che in fin dei conti il Visconti era la persona più adatta per ricoprire tale carica. Filippo Maria venne quindi consacrato vescovo il 27 giugno 1784 a Rome per mano del cardinale Antonio Eugenio Visconti e, tornato poi a Milano, giurò pubblica fedeltà anche a Giuseppe II, motivo per cui i pontefici che si susseguirono si rifiutarono di concedergli la porpora cardinalizia. Ciononostante, Filippo Maria Visconti si dimostrò un buon servo di Dio e dello Stato e fu attivo nell'ambiente letterario, mantenendo nel contempo frequenti contatti con la curia romana, ponendosi come mecenate del cugino Luigi Bossi, letterato, biografo e rappresentante del clero egli stesso, che fece carriera all'ombra di Filippo Maria.
Nel 1784, un anno dopo la propria elezione, compì un viaggio a Roma, anche perché nell'ambiente milanese la sua figura non era stata vista come la migliore per succedere alle grandiose opere compiute dal suo predecessore, il cardinale Giuseppe Pozzobonelli, in particolare nel campo della politica estera, dove la semplicità e l'accondiscendenza di carattere del Visconti si era più volte dimostrata inadatta a fronteggiare le pretese degli stati stranieri, in particolare dell'Impero.
La sua elezione, così fortemente mediata dal governo austriaco, risentì però sempre dell'influsso delle direttive dello Stato e valido esempio di questa politica di sottomissione è rappresentato da un caso risalente al 1786: in quell'anno, infatti, il governatore di Milano, il generale Wilczeck, aveva accolto da Vienna nuove istruzioni circa la disposizione degli uffici statali in spazi più adeguati ed aveva prescelto per questo uso, l'antico palazzo del Collegio Elvetico, di amministrazione curiale. L'arcivescovo dovette suo malgrado accettare e cancellare così una delle istituzioni storiche di Milano, fondata da san Carlo Borromeo. Dell'opera di restauro dello stabile per i nuovi fini si occupò l'architetto Leopold Pollack, il quale eliminò dalla struttura tutti i simboli religiosi e le quattro statue di santi che si trovavano sulla facciata del palazzo, che da quell'anno stesso si chiamò Palazzo del Governo, dando tale nome anche alla contrada circostante il complesso. Riuscì a mantenere all'attivo il solo seminario di Pavia che però rimase saldamente sotto il controllo del governo e vicino a posizioni teologiche gianseniste. Sempre all'insegna del giuseppinismo, accettò la privazione del feudo della Valsolda, la riduzione del numero delle parrocchie dell'arcidiocesi (25 dicembre 1787), dei monasteri e delle confraternite, nonché la nuova legge sui matrimoni che poneva il sacramento sotto la diretta legge dello stato, riducendo nel contempo anche la giurisdizione dei tribunali ecclesiastici.
Con la morte di Giuseppe II nel 1790, ad ogni modo, la situazione della chiesa milanese lentamente andò migliorando ed il Visconti non solo riaprì i seminari milanesi ma pubblicò anche una nuova versione del Messale Ambrosiano ed un nuovo catechismo.

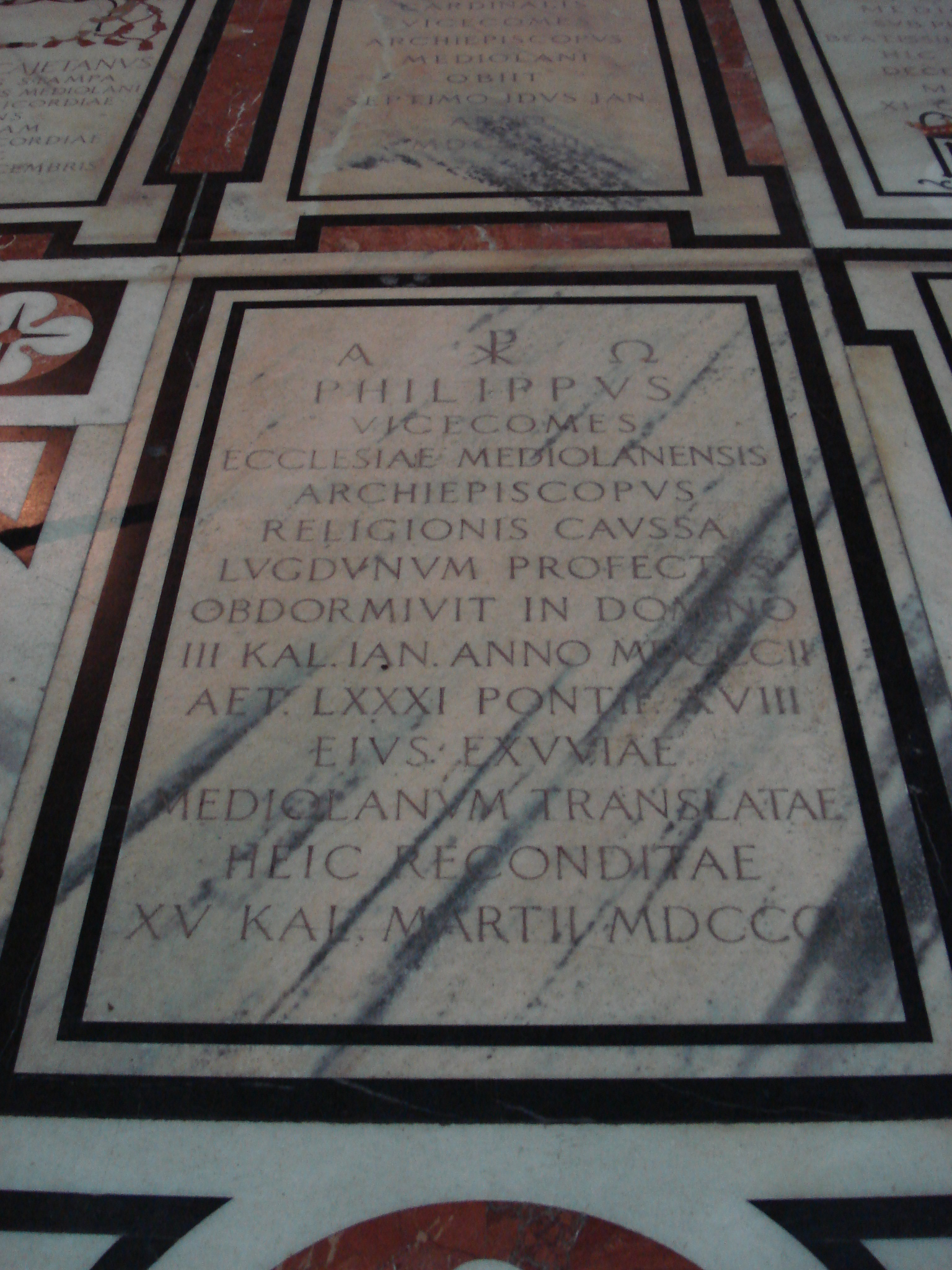
La tomba del vescovo Filippo Maria Visconti nel Duomo di Milano

Nel 1793 emanò un decreto nel quale si ordinava al clero dell'arcidiocesi di vendere tutti gli oggetti religiosi di valore possibili per sostenere la guerra della prima coalizione contro Napoleone. Ad ogni modo Napoleone sconfisse gli austriaci ed il 15 maggio 1796 entrò a Milano, fondando la Repubblica Transpadana e prescrivendo la statalizzazione delle proprietà ecclesiastiche. La popolazione reagì a queste imposizione con una serie di rivolte (in particolare a Binasco ed a Pavia) ed il Visconti, per compiacere i nuovi arrivati, cercò di calmare i tumulti ordinando che in tutte le chiese della diocesi si tenesse un Te Deum in favore dell'esercito francese. Ad ogni modo la situazione della chiesa milanese peggiorò a tal punto che la rivolta della popolazione si spostò anche contro il clero. La nuova Repubblica Cisalpina da poco fondata si accanì contro l'amministrazione diocesana del Visconti, privandolo dapprima della prerogativa di nominare i parroci per le chiese, poi proibendo le processioni religiose nelle strade ed infine facendo ricoprire la maggior parte delle immagini religiose presenti sui muri delle case, sciogliendo molti capitoli religiosi e diversi ordini religiosi.
Nel 1799, gli austriaci ripresero il possesso di Milano per alcuni mesi ed il Visconti colse l'occasione per chiedere ai nuovi governanti la revoca delle misure anticlericali disposte dalla repubblica francese. Il 2 giugno 1800, al ritorno delle truppe napoleoniche, fu costretto a cercare la fuga a Padova, da dove comunque poté fare ritorno nella sede milanese già dal 12 novembre di quello stesso anno. Sottomessosi alla Repubblica Cisalpina, venne incardinato nuovamente sul seggio episcopale contro il parere della chiesa e della popolazione locale.
Si spense il 30 dicembre 1801 a Lione, dove si era recato su invito del ministro francese Talleyrand per partecipare alle celebrazioni della nuova Consulta di Stato voluta dai francesi; si disse che era affaticato dal lungo viaggio e dall'età e che morì proprio durante il banchetto preparato per l'occasione. La sua salma venne in seguito traslata a Milano e venne sepolta nel Duomo.

## Genealogia episcopale e successione apostolica
La genealogia episcopale è:
- Cardinale Scipione Rebiba
- Cardinale Giulio Antonio Santori
- Cardinale Girolamo Bernerio, O.P.
- Arcivescovo Galeazzo Sanvitale
- Cardinale Ludovico Ludovisi
- Cardinale Luigi Caetani
- Cardinale Ulderico Carpegna
- Cardinale Paluzzo Paluzzi Altieri degli Albertoni
- Papa Benedetto XIII
- Papa Benedetto XIV
- Papa Clemente XIII
- Cardinale Antonio Eugenio Visconti
- Arcivescovo Filippo Maria Visconti

La successione apostolica è:
- Vescovo Tommaso Gallarati Scotti (1794)

## Araldica
| Stemma | Descrizione                                  | Blasonatura |
| \| \|  | Filippo Maria Visconti Arcivescovo di Milano | D'argento al biscione d'azzurro, coronato d'oro, ingoiante un putto di carnagione. Lo scudo, accollato a una croce astile patriarcale d'oro, posta in palo, è timbrato da un cappello con cordoni e nappe di verde. Le nappe, in numero di venti, sono disposte dieci per parte, in cinque ordini di 1, 2, 3, 4. |
|        |                                              | |

## Albero genealogico
|                               |   |                                                       | Genitori                                                |  |  | Nonni |  |  | Bisnonni                   |  |  | Trisnonni                   |  |
|                               |   |                                                       |                                                         |  |  |       |  |  | Ercole Visconti di Massino |  |  | Orlando Visconti di Massino |  |
|                               |   |                                                       |                                                         |  |  |       |  |  | Ercole Visconti di Massino |  |  | Orlando Visconti di Massino |  |
|                               |   | Bianca Spinola                                        |                                                         |  |  |       |  |  | Ercole Visconti di Massino |  |  |                             |  |
| Francesco Visconti di Massino |   |                                                       |                                                         |  |  |       |  |  | Ercole Visconti di Massino |  |  |                             |  |
|                               |   | Margherita Porro                                      | Cristoforo Porro                                        |  |  |       |  |  |                            |  |  |                             |  |
|                               |   | Margherita Porro                                      | Cristoforo Porro                                        |  |  |       |  |  |                            |  |  |                             |  |
|                               |   | Margherita Porro                                      | …                                                       |  |  |       |  |  |                            |  |  |                             |  |
| Rolando Visconti di Massino   |   | Margherita Porro                                      |                                                         |  |  |       |  |  |                            |  |  |                             |  |
|                               |   | …                                                     | …                                                       |  |  |       |  |  |                            |  |  |                             |  |
|                               |   | …                                                     | …                                                       |  |  |       |  |  |                            |  |  |                             |  |
|                               |   | …                                                     | …                                                       |  |  |       |  |  |                            |  |  |                             |  |
| Ortensia Lossetti Mandelli    |   | …                                                     |                                                         |  |  |       |  |  |                            |  |  |                             |  |
|                               |   | …                                                     | …                                                       |  |  |       |  |  |                            |  |  |                             |  |
|                               |   | …                                                     | …                                                       |  |  |       |  |  |                            |  |  |                             |  |
|                               |   | …                                                     | …                                                       |  |  |       |  |  |                            |  |  |                             |  |
| Filippo Maria Visconti        |   | …                                                     |                                                         |  |  |       |  |  |                            |  |  |                             |  |
|                               | … | …                                                     |                                                         |  |  |       |  |  |                            |  |  |                             |  |
|                               | … | …                                                     |                                                         |  |  |       |  |  |                            |  |  |                             |  |
|                               | … | …                                                     |                                                         |  |  |       |  |  |                            |  |  |                             |  |
| Antonio Bendoni Caccia        | … |                                                       |                                                         |  |  |       |  |  |                            |  |  |                             |  |
|                               |   | …                                                     | …                                                       |  |  |       |  |  |                            |  |  |                             |  |
|                               |   | …                                                     | …                                                       |  |  |       |  |  |                            |  |  |                             |  |
|                               |   | …                                                     | …                                                       |  |  |       |  |  |                            |  |  |                             |  |
| Isabella Bendoni Caccia       |   | …                                                     |                                                         |  |  |       |  |  |                            |  |  |                             |  |
|                               |   | Filippo Visconti di Modrone, II marchese di Vimodrone | Niccolò Maria Visconti, I marchese ex uxor di Vimodrone |  |  |       |  |  |                            |  |  |                             |  |
|                               |   | Filippo Visconti di Modrone, II marchese di Vimodrone | Niccolò Maria Visconti, I marchese ex uxor di Vimodrone |  |  |       |  |  |                            |  |  |                             |  |
|                               |   | Filippo Visconti di Modrone, II marchese di Vimodrone | Teresa Modroni, contessa di Vimodrone                   |  |  |       |  |  |                            |  |  |                             |  |
| Teresa Visconti di Modrone    |   | Filippo Visconti di Modrone, II marchese di Vimodrone |                                                         |  |  |       |  |  |                            |  |  |                             |  |
|                               |   | Maria Caterina Cicogna Mozzoni                        | Antonio Francesco Cicogna Mozzoni, conte di Terdobbiate |  |  |       |  |  |                            |  |  |                             |  |
|                               |   | Maria Caterina Cicogna Mozzoni                        | Antonio Francesco Cicogna Mozzoni, conte di Terdobbiate |  |  |       |  |  |                            |  |  |                             |  |
|                               |   | Maria Caterina Cicogna Mozzoni                        | Margherita Messerati                                    |  |  |       |  |  |                            |  |  |                             |  |
|                               |   | Maria Caterina Cicogna Mozzoni                        |                                                         |  |  |       |  |  |                            |  |  |                             |  |